# Paramormyrops
Paramormyrops — род пресноводных лучепёрых рыб из семейства мормировых отряда араванообразных. Распространены в водоёмах тропической Африки.
Длина тела от 5,2 до 23,8 см. Хвостовой стебель узкий, хвостовой плавник глубоко раздвоен. Спинной и анальный плавники расположены в задней части тела один напротив другого. Имеют крупный мозжечок.
Питаются мелкими беспозвоночными, обитающими в иле. Для ориентирования в пространстве, поисков корма и обнаружения хищников используют собственное электрическое поле, которое генерируется мышцами.

## Классификация
На октябрь 2018 года в род включают 11 видов:
- Paramormyrops batesii (Boulenger 1906)
- Paramormyrops curvifrons (Taverne, Thys van den Audenaerde, Heymer & Géry, 1977)
- Paramormyrops gabonensis Taverne, Thys van den Audenaerde & Heymer 1977typus
- Paramormyrops hopkinsi (Taverne & Thys van den Audenaerde 1985)
- Paramormyrops jacksoni (Poll 1967)
- Paramormyrops kingsleyae (Günther 1896)
- Paramormyrops longicaudatus (Taverne, Thys van den Audenaerde, Heymer & Géry 1977)
- Paramormyrops ntotom Rich, Sullivan & Hopkins 2017
- Paramormyrops retrodorsalis (Nichols & Griscom, 1917)
- Paramormyrops sphekodes (Sauvage 1879)
- Paramormyrops tavernei (Poll 1972)